# Vetāpālem
Vetāpālem är en ort i Indien.   Den ligger i distriktet Prakasam och delstaten Andhra Pradesh, i den södra delen av landet, 1 500 km söder om huvudstaden New Delhi. Vetāpālem ligger 11 meter över havet och antalet invånare är 38 007.
Terrängen runt Vetāpālem är mycket platt.  Närmaste större samhälle är Chīrāla, 6,5 km nordost om Vetāpālem. Omgivningarna runt Vetāpālem är en mosaik av jordbruksmark och naturlig växtlighet.